# Grabowiec (powiat szamotulski)
Grabowiec – osada w Polsce położona w województwie wielkopolskim, w powiecie szamotulskim, w gminie Szamotuły. Wieś wchodzi w skład sołectwa Szczuczyn.

## Historia
Miejscowość pierwotnie była związana z Wielkopolską. Istnieje co najmniej od drugiej połowy XV wieku i ma średniowieczną metrykę. Po raz pierwszy w źródłach historycznych odnotowana została w łacińskim dokumencie z 1496 gdzie zapisano ją pod nazwą "Grabowyecz", a w 1580 "Grabowy".
Zanim stała osadą początkowo była młynem zbożowym przynależącym do wsi Piotrkowo. W średniowieczu była własnością szlachecką należącą do wielkopolskiej szlachty z rodu Świdwów Szamotulskich herbu Nałęcz. W 1496 miejscowość leżała w powiecie poznańskim województwa poznańskiego w Koronie Królestwa Polskiego. W 1508 odnotowana została w parafii św. Marcina w Szamotułach Stare Miasto.
Pierwszy zapis związany z miejscowością pochodzi z 1496 kiedy to wojewoda poznański Andrzej Szamotulski dał córce Katarzynie połowę miasta Szamotuły wraz z przynależnościami, a w tym m.in. z młynem Grabowiec, dopóki nie wypłaci ona jej przyszłemu mężowi 2000 grzywien posagu. W 1508 miał miejsce pobór podatkowy z młyna grabowieckiego o dwóch kołach wodnych we wsi Piotrkowo, własności Szamotulskich leżących koło Szamotuł. W 1509 ponownie odnotowano pobór z młyna bez nazwy o dwóch kołach przynależący do wsi Piotrkowo. W 1510 dla altarii w Szamotułach pobrano jedną grzywnę czynszu rocznego na części młynarza w młynie Grabowiec.
W 1511 Katarzyna córka wojewody poznańskiego Andrzeja Szamotulskiego oraz żona Łukasza Górki kasztelana poznańskiego oraz starosty generalnego Wielkopolski dała mężowi połowę miasta Szamotuły wraz z przynależnościami, m.in. z połową młyna Grabowiec. W 1512 król polski Zygmunt I Stary zezwolił Łukaszowi Górce, aby zapisał żonie Katarzynie z Szamotuł dożywocie, m.in. na połowie miasta Szamotuły z przynależnościami, a w tym m.in. na połowie młyna Grabowiec. W 1571 łąki nad strugą o nazwie "Główna" (obecna nazwa Sama) aż do Grabowca.
W 1576 Jan Świdwa z Szamotuł swoją połowę młyna Grabowiec w Szczuczynie sprzedał Mikołajowi Łąckiemu za 333 złotych węgierskich z zastrzeżeniem prawa wykupu. W 1580 miał miejsce pobór z młyna dorocznego zwanego Grabowiec o 4 kołach wodnych, a płatnikiem podatku był mąż Zofii Szamotulskiej Jakub Rokossowski.
Później wokół młyna zbożowego powstała osada, która wskutek II rozbioru Polski w 1793, przeszła pod władanie Prus i jak cała Wielkopolska znalazła się w zaborze pruskim.
W latach 1975–1998 miejscowość administracyjnie należała do województwa poznańskiego.